# Metropolregion Rhein-Ruhr
| Metropolregion Rhein-Ruhr                                                                                        | Metropolregion Rhein-Ruhr                        |
| --- | ------------------------------------------------ |
| Land: | Nordrhein-Westfalen                              |
| Landschaftsverbände:                                                                                             | Rheinland, Westfalen-Lippe                       |
| Regierungsbezirke:                                                                                               | Arnsberg, Düsseldorf, Köln, Münster              |
| Fläche: | 7.110,4 km²                                      |
| Einwohner: | 10.157.125 (31. Dezember 2021)                   |
| Bevölkerungsdichte:                                                                                              | 1428 Einwohner pro km²                           |
| Höchster Punkt:                                                                                                  | 494 m ü. NHN (Iserlohn)                          |
| Niedrigster Punkt:                                                                                               | 20 m ü. NHN (Wesel)                              |
| Nord-Süd-Ausdehnung:                                                                                             | 126 km                                           |
| West-Ost-Ausdehnung:                                                                                             | 121 km                                           |
| geographische Lage:                                                                                              | 50° 44′ – 51° 49′ n. Br. 06° 17′ – 07° 59′ ö. L. |
| Gliederung: | 20 kreisfreie Städte, 11 Kreise                  |
| Lage der Metropolregion Rhein-Ruhr (rot) in Nordrhein-Westfalen und in Deutschland (in abgewandelter Abgrenzung) |                                                  |

Die Metropolregion Rhein-Ruhr (MRR) ist ein geographischer Raum, der sich als polyzentrischer Verdichtungsraum in Nordrhein-Westfalen an den namensgebenden Flüssen Rhein und Ruhr erstreckt und in enger Verflechtung ihrer Gebietskörperschaften die größte Stadtlandschaft Deutschlands darstellt. Faktisch ist sie vor der Hauptstadtregion Berlin-Brandenburg die bevölkerungsreichste Metropolregion Deutschlands. Ihre Bevölkerungsschwerpunkte sind das Ruhrgebiet, Köln/Bonn, Düsseldorf und das Bergische Städtedreieck.
Im Landesentwicklungsplan Nordrhein-Westfalen (1995–2017) war die Metropolregion als Vorgabe der Raumordnung zwar räumlich, aber sachlich kaum bestimmt. In geänderter räumlicher Abgrenzung wird die Metropolregion Rhein-Ruhr heute im Initiativkreis Europäische Metropolregionen in Deutschland vom Regionalverband Ruhr („Metropole Ruhr“, „Business Metropole Ruhr“, „Metropolregion Ruhr“) und 24 Gebietskörperschaften um und einschließlich Köln und Düsseldorf („Metropolregion Rheinland“) im Rahmen des Regionalmarketings vertreten.

## Landesentwicklungsplanung 1995–2017
Die Ausweisung der Region Rhein-Ruhr zur Metropolregion wurde durch die Landesregierung Nordrhein-Westfalen (Kabinett Rau IV) im Zusammenhang mit der Entwicklung eines Europäischen Raumentwicklungskonzepts vorangetrieben. Landesplanungsrechtlich wurde die „europäische Metropolregion Rhein-Ruhr“ im Landesentwicklungsplan Nordrhein-Westfalen (Teil A) 1995 räumlich bestimmt und sachlich in Form von textlich formulierten „Zielen“ unter dem Abschnitt B.I.2. behandelt.

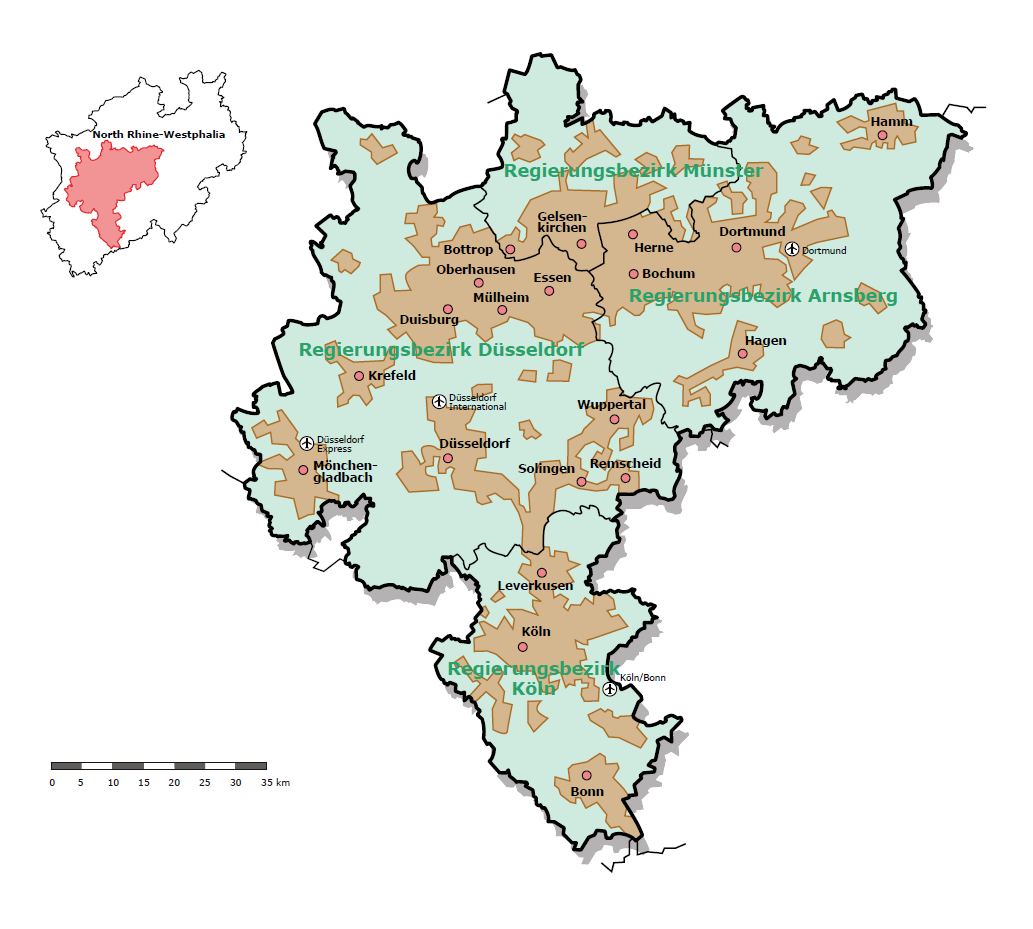
Metropolregion Rhein-Ruhr gemäß dem Landesentwicklungsplan Nordrhein-Westfalen 1995

Die Metropolregion Rhein-Ruhr war im Landesentwicklungsplan Nordrhein-Westfalen 1995 gemeindescharf definiert. Als Konzept der Raumordnung umfasste sie ein Gebiet von etwa 7000 Quadratkilometern mit ungefähr zehn Millionen Einwohnern und befand sich vollständig im Land Nordrhein-Westfalen. Damit war sie die mit Abstand bevölkerungsreichste und am dichtesten besiedelte Metropolregion in Deutschland und zählte zu den fünf größten Metropolregionen Europas.
Nach dem Landesentwicklungsplan Nordrhein-Westfalen 1995 gehörten insgesamt 11 Kreise mit 70 Städten/Gemeinden zur Metropolregion Rhein-Ruhr. In einigen Kreisen zählten nur bestimmte Gemeinden zur Metropolregion. Die einzigen kreisfreien Städte in Nordrhein-Westfalen, die dieser Metropolregion nicht angehörten, waren Aachen, Bielefeld und Münster.
Im Landesentwicklungsplan 1995 wurde der Erhalt und Ausbau der internationalen Wettbewerbsfähigkeit der Metropolregion als vorrangiges Ziel aufgeführt. Bis zur Ablösung des Plans im Jahr 2017 war die rechtliche Bedeutung der europäischen Metropolregion Rhein-Ruhr jedoch bloß als schlichte Planaussage der Raumordnung und Landesplanung zu bewerten. Denn aufgrund mangelnder sachlicher Bestimmtheit blieb fraglich, welche konkreten Rechtsfolgen die entsprechende Planaussage des Landesentwicklungsplans auslösen sollte. Das Konzept blieb deskriptiv und enthielt keine konkreten Anweisungen für nachgeordnete Ebenen.

## Landesentwicklungsplanung ab 2015/2017
Das Land Nordrhein-Westfalen schuf 2015 im Entwurf zu einem neuen Landesentwicklungsplan Nordrhein-Westfalen als Ersatz für das Raumkonzept Metropolregion Rhein-Ruhr den Begriff Metropolraum Nordrhein-Westfalen und versteht darunter sein gesamtes Staatsgebiet. 2017 erlangte der Entwurf Rechtskraft.

## Struktur und Lage
Der Verdichtungsraum der Metropolregion Rhein-Ruhr erstreckt sich entlang der Flüsse Rhein und Ruhr. Entlang der Ruhrachse verläuft der Teilraum Ruhrgebiet. Der Teilraum entlang des Rheins, etwa von Wesel bis Bonn, wird gemeinhin als Rheinschiene bezeichnet. Der Siedlungskörper innerhalb der Metropolregion Rhein-Ruhr, der auch Siedlungsflächen links des Rheins, etwa im Kölner, Mönchengladbacher und Krefelder Raum, oder die Siedlungsflächen der rechtsrheinischen Großstädte Wuppertal, Remscheid und Solingen einschließt, ist in seiner faktischen räumlichen Ausprägung nicht klar konturiert, sondern zeigt aufgrund ungleichmäßiger Besiedlungsdichte diffuse Ränder und innere Zäsuren. Siedlungs- und wirtschaftsgeografisch wird die Metropolregion als zentrales Glied innerhalb der europäischen Megalopolis betrachtet, insbesondere als Teil des Raumkonzepts „Blaue Banane“.

## Alternative Begriffe und Abgrenzungen
Alternativ werden gelegentlich die Begriffe Ballungsraum Rhein-Ruhr oder Rhein-Ruhr verwendet. Häufig bleibt dabei aber unklar, ob damit nur der dichter besiedelte Kernbereich der Metropolregion gemeint ist, also der mehr oder weniger zusammenhängenden Siedlungskörper, der sich von Hamm im Osten bis nach Viersen im Westen sowie von Bonn im Süden nach Wesel im Norden erstreckt, oder ob auch Räume an den fließenden Grenzen ins Bergische Land, Sauerland und Münsterland begrifflich eingeschlossen sind.

## Entwicklungskonzepte

Siedlungsstruktur Nordrhein-Westfalens und Verdichtungsraum der Städte an Rhein und Ruhr

Bereits 1952 hatte die Stadt Düsseldorf das Konzept einer „Stadtlandschaft Rhein-Ruhr“ erstellt, das zur Darstellung der Lagegunst und Mittelpunktfunktion Düsseldorfs den Verdichtungsraum der Städte an Rhein und Ruhr in den Blick nahm. Damit machte sie auf ihre zentrale Position im Rhein-Ruhr-Gebiet aufmerksam, die aus Hochindustrialisierung und Tertiärisierung hervorgegangen war. Unter der Metapher „Schreibtisch des Ruhrgebiets“ war ihre führende Rolle zu dieser Zeit bereits sprichwörtlich geworden. Auch nach den 1950er Jahren steigerte sie ihre Bedeutung durch Metropolisierung. Bis heute nimmt sie eine über das Stadtgebiet zentralörtlich hinausreichende funktionale Primatstellung ein.
Die „Rhein-Ruhr-Ballung“ klassifizierte der Statistiker und Regionalwissenschaftler Olaf Boustedt nach dem Vorbild des erstmals 1949 amtlich definierten Konzepts der Metropolitan Statistical Area, das für Zwecke der Statistik und Planung Kernstädte und ihr Umland nach Pendlerbeziehungen abgrenzt, ab 1953 als Agglomeration („Stadtregion“) von Ruhrgebiet und Rheinschiene mit elf Millionen Einwohnern. 1989 erklärte eine Gruppe um den französischen Geographen Roger Brunet Rhein-Ruhr als Kernraum einer zusammenhängenden europäischen Megalopolis, der sogenannten Blauen Banane. Seit den 1990er Jahren wies das Globalization and World Cities Research Network darauf hin, dass innerhalb des Ballungsraums die Stadt Düsseldorf den höchsten Grad globaler Verflechtungen im Sinne einer „Global City“ aufweise.
Die Metropolregion in ihrer raumplanerischen Bedeutung wurde von der deutschen Ministerkonferenz für Raumordnung (MKRO) 1995 abgegrenzt und für die Verwendung in der Raumordnung empfohlen. Das Land Nordrhein-Westfalen griff diese Empfehlung daraufhin in seinem Landesentwicklungsplan auf und gab Planaussagen zur Europäischen Metropolregion Rhein-Ruhr als Ziel der Raumordnung gesetzlich vor, um einen Verdichtungsraum mit besonderer zentralörtlicher Bedeutung für die öffentlichen und privaten Planungen zu kennzeichnen. Auf der europäischen Ebene der Raumordnung floss die Raumeinheit der Metropolregion Rhein-Ruhr in das Europäische Raumentwicklungskonzept ein.
In der Region befinden sich zahlreiche vergleichbar große und bedeutende Städte. Diese Polyzentralität führt oftmals zu starken Rivalitäten zwischen diesen Städten (siehe z. B. Rivalität zwischen Köln und Düsseldorf). Außerdem gibt es konkurrierende Konzepte und Selbstverständnisse regionaler Identität selbst innerhalb des Ruhrgebiets und der Rheinschiene von Bonn bis Wesel. Darüber hinaus erschwert die Verwaltungsstruktur des Landes Nordrhein-Westfalen eine einheitliche Planung und Verwaltung der Metropolregion. Allerdings haben die Städte Bochum, Essen, Gelsenkirchen, Mülheim an der Ruhr und Oberhausen mit der Aufstellung eines Regionalen Flächennutzungsplans eine neue Qualität der interkommunalen Zusammenarbeit in der Planung erreicht.

## Wirtschaft

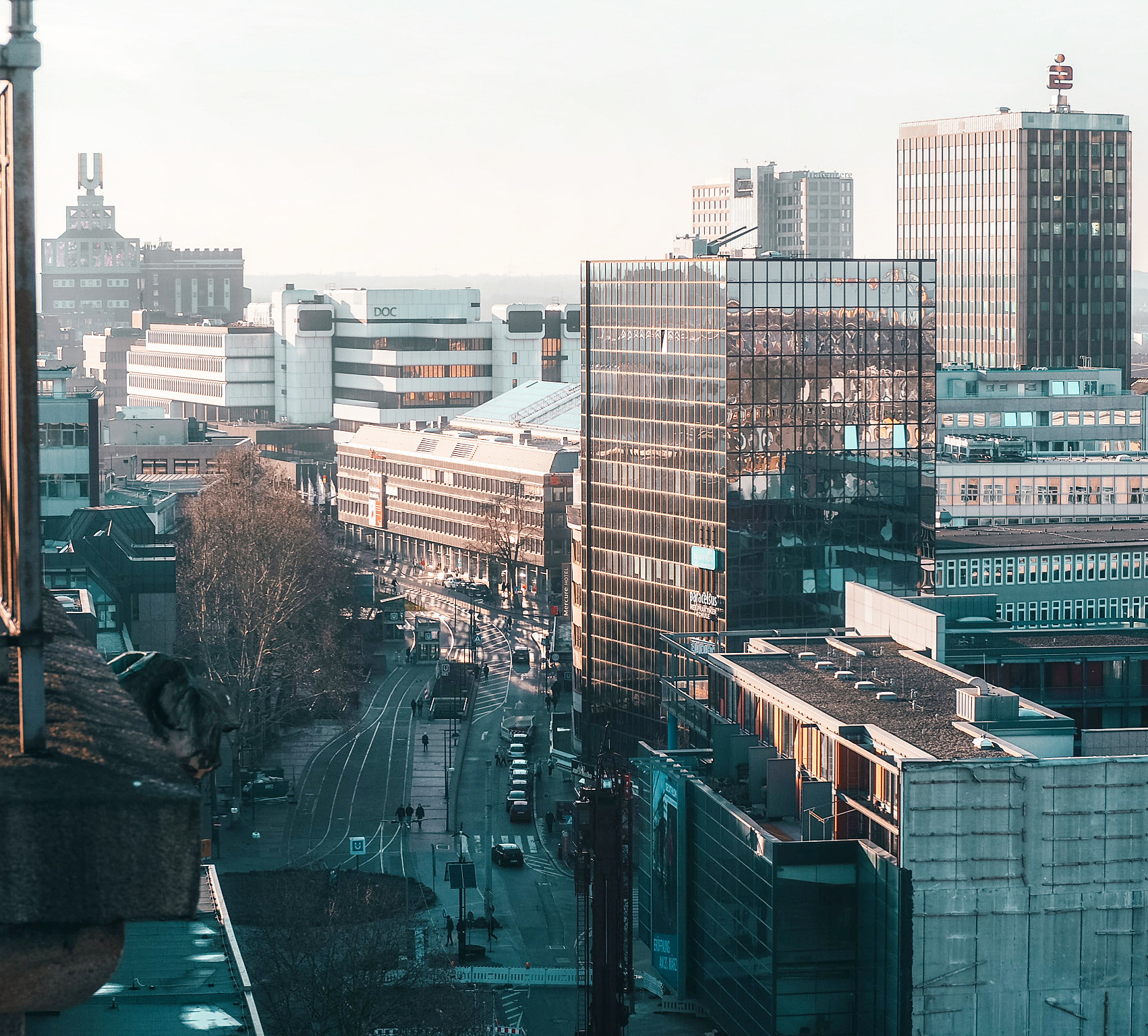
Dortmund im Ruhrgebiet als ehemalige Industriemetropole, heute ein Zentrum für Dienstleistungen

Gemessen am Bruttoinlandsprodukt ist die Metropolregion Rhein-Ruhr mit Abstand die stärkste Metropolregion in Deutschland.
Bis in die 1960er-Jahre hinein war das Ruhrgebiet, geprägt durch die Montanindustrie, das unbestrittene wirtschaftliche Zentrum Nordrhein-Westfalens. Nach dem einsetzenden Strukturwandel durch die Kohlekrise erlangten der Bildungs-/Forschungs- und der Dienstleistungssektor zunehmend an Gewicht.
Die Rheinschiene wurde vom Strukturwandel weniger stark getroffen. Bonn konnte, nachdem die Bundesregierung und einige Bundesministerien aufgrund des Berlin/Bonn-Gesetzes nach Berlin umgezogen waren, statistisch jeden dadurch verloren gegangenen Arbeitsplatz ausgleichen. Köln konnte sich als Messe- und Dienstleistungsstandort behaupten. Düsseldorf ist nach dem Bruttoinlandsprodukt pro Kopf die wirtschaftsstärkste Stadt der Metropolregion; in absoluten Zahlen produziert Köln das größte Bruttoinlandsprodukt der Region.
Die Region kann aufgrund Besiedlungsdichte und ökonomischer Verflechtung auch als eine zusammenhängende Megastadt betrachtet werden. So sind die meisten Städte untereinander direkte Nachbarstädte, beispielsweise Duisburg mit Dinslaken, Moers, Rheinberg, Düsseldorf, Krefeld, Mülheim an der Ruhr und Oberhausen oder Köln mit Leverkusen. Viele Wirtschaftsleistungen und Wertschöpfungen entstehen im gemeindeübergreifenden Verbund, so dass eine isolierte Betrachtung und Beurteilung einzelner Städte oft wenig Aussagekraft besitzt. Deutlich werden städteübergreifende Tätigkeiten durch die Namensgebung vieler Unternehmen und Einrichtungen, etwa bei Sparkasse KölnBonn, Köln-Düsseldorfer Rheinschifffahrt, Flughafen Köln/Bonn, Bochum-Gelsenkirchener Straßenbahnen (Bogestra) oder Ruhrbahn (Essen und Mülheim an der Ruhr).
Als Megastadt betrachtet ist Rhein-Ruhr die eigentliche „DAX-Hauptstadt“ Deutschlands (Stand: Juni 2020).

## Verkehr

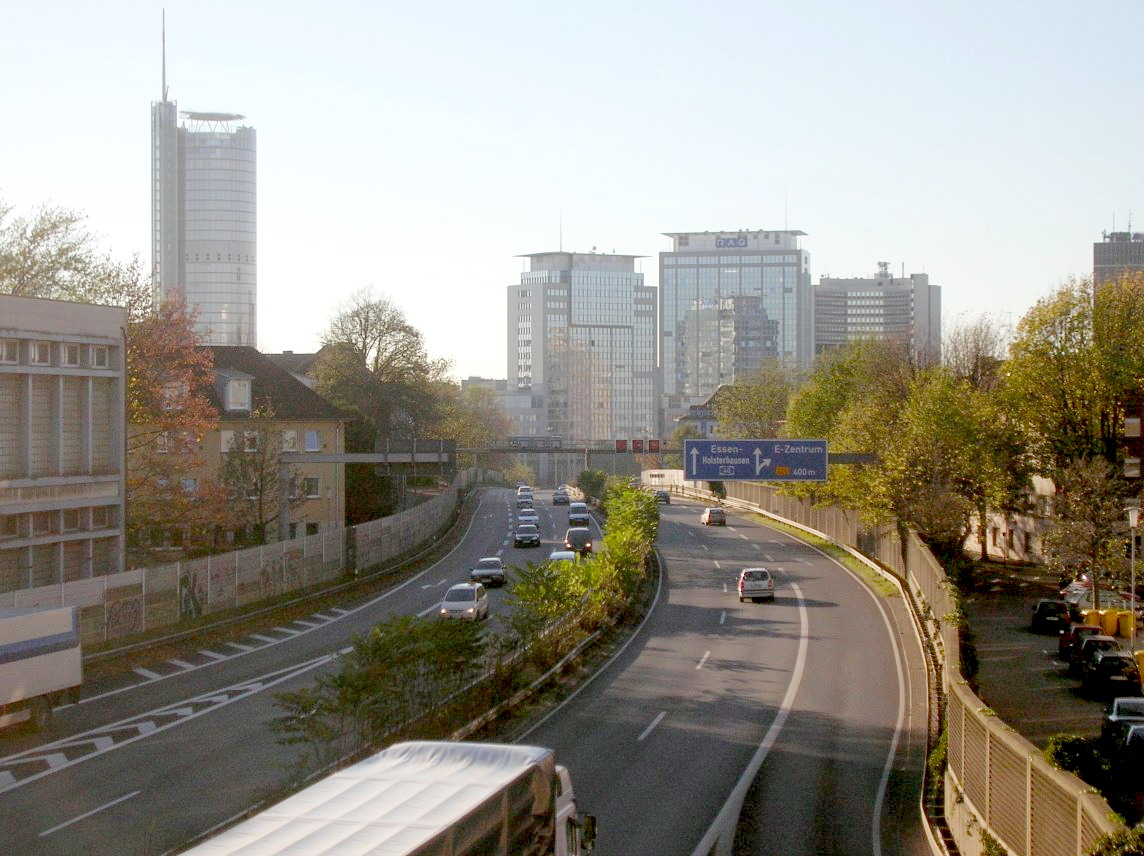
Die A 40, auch als Ruhrschnellweg bekannt, verbindet die Kernstädte des Ruhrgebiets.

Die Metropolregion ist ein bedeutender Verkehrsknotenpunkt für alle Verkehrsarten.

### Straße
Im Raum Rhein-Ruhr treffen sich zahlreiche kontinental bedeutende Autobahnen. Verdichtet wird das Fernstraßennetz durch kleinere, zwei- und dreistellig nummerierte Autobahnen. Die Autobahnen A1, A2 und A3 bilden ein Dreieck, das weite Teil der Region umschließt. Die A3 zwischen Leverkusen und Köln, als Teil des Kölner Autobahnrings, gilt als das meistbefahrene Autobahnteilstück Europas. Obwohl es zahlreiche Autobahnen im Rhein-Ruhr-Raum gibt, sind die Autobahnen außergewöhnlich stauanfällig. Alleine auf der A42 wurden 2024 fast 14.000 Staus registriert. Auch der Transitverkehr aus den Niederlanden und Belgien, der die großen Seehäfen Rotterdam und Antwerpen mit dem osteuropäischen Raum verbindet, belastet im Raum Rhein-Ruhr die Autobahnen.

### Schiene
In der Metropolregion liegen wichtige Bahnhöfe wie Köln Hauptbahnhof, Düsseldorf Hauptbahnhof, Dortmund Hauptbahnhof, Duisburg Hauptbahnhof und Essen Hauptbahnhof.
Der öffentliche Personennahverkehr der Metropolregion ist in drei Verkehrsverbünde aufgeteilt. Der Verkehrsverbund Rhein-Ruhr (VRR) ist für den öffentlichen Personennahverkehr im Ruhrgebiet, im Bergischen Städtedreieck sowie am mittleren und unteren Niederrhein zuständig, der Verkehrsverbund Rhein-Sieg (VRS) in der Region Köln/Bonn. Der Kreis Unna, der Märkische Kreis und Hamm sind der Verkehrsgemeinschaft Ruhr-Lippe (VRL) zugeordnet. Bis Mitte der 2020er-Jahre ist vorgesehen, den Regionalverkehr im Ballungsraum durch die schrittweise Einführung des Rhein-Ruhr-Express (RRX) zu verbessern, so dass im Kernbereich zwischen dem Hauptbahnhof Düsseldorf und dem Hauptbahnhof Duisburg alle zehn Minuten ein RRX zum Nahverkehrspreis fährt.

### Luft
Die Region verfügt über drei große Flughäfen in Düsseldorf, Köln/Bonn und Dortmund.

### Wasser

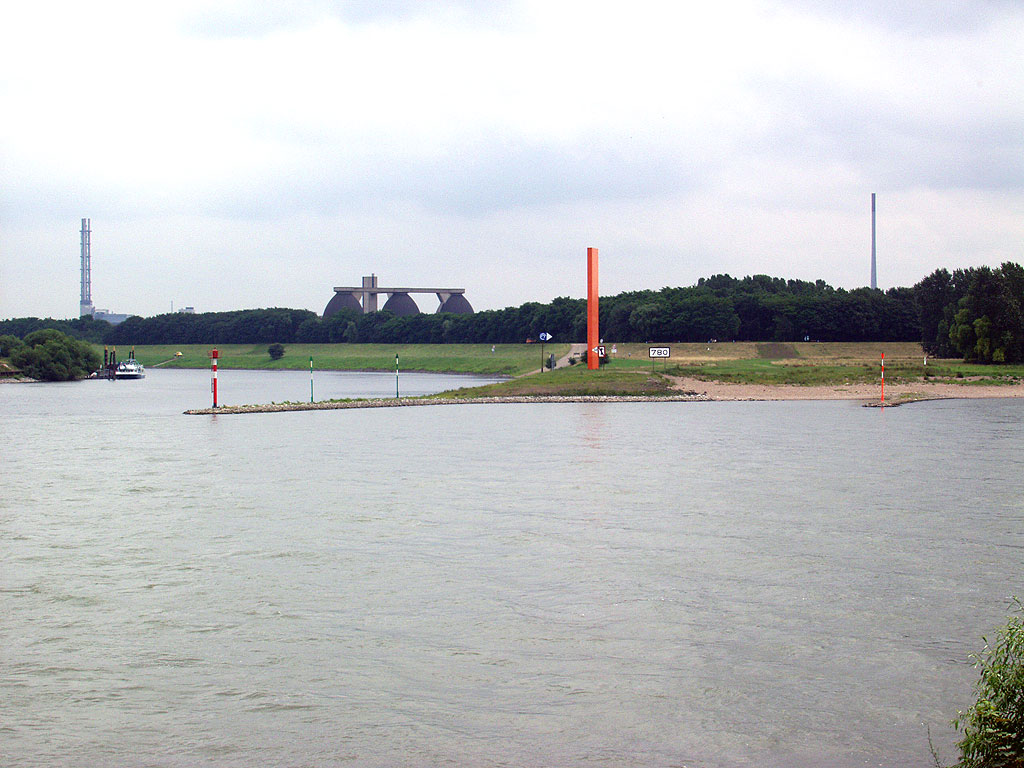
Die Namensgeber der Metropolregion: Mündung der Ruhr in den Rhein in Duisburg-Ruhrort

Der Rhein ist die bedeutendste Binnenwasserstraße Europas, der Duisburger Hafen gilt als der größte Binnenhafen der Welt, und der Dortmunder Hafen ist der größte Kanalhafen Europas. Des Weiteren gibt es im Ruhrgebiet ein großes schiffbares Kanalnetz:
- Datteln-Hamm-Kanal
- Dortmund-Ems-Kanal
- Rhein-Herne-Kanal
- Wesel-Datteln-Kanal